# 女が眠る時
『女が眠る時』（おんながねむるとき）は、2016年に公開された日本映画。ニューヨーカー誌に掲載されたスペイン人作家ハビエル・マリアスの同名短編小説をウェイン・ワン監督が映画化した。
ノベライズ（百瀬しのぶ著）も原作（砂田麻美・木藤幸江・杉原麻美訳）と合わせてPARCO出版より出版された。第66回ベルリン国際映画祭パノラマ部門正式出品作品。

## キャスト
- 佐原 - ビートたけし
- 健二 - 西島秀俊
- 美樹 - 忽那汐里
- 綾 - 小山田サユリ
- 石原 - 新井浩文
- 恭子 - 渡辺真起子
- 飯塚 - リリー・フランキー（特別出演）

## スタッフ
- 監督：ウェイン・ワン
- 原作：ハビエル・マリアス「女が眠る時」（PARCO出版）
- 脚本：マイケル・K・レイ、シンホ・リー、砂田麻美
- ゼネラルプロデューサー：中村理一郎
- エグゼクティブプロデューサー：白石統一郎
- プロデューサー：木藤幸江
- 撮影：鍋島淳裕
- 照明：北岡孝文
- 美術：安宅紀史
- 録音：柿澤潔
- 編集：ディアドラ・スレヴァン、難波智佳子
- 音楽：ヤマモトユウキ
- 装飾：山本直輝
- 衣装：小林身和子
- ヘアメイク：市川温子
- 視覚効果：松本肇
- 音響効果：柴崎憲治
- スクリプター：新玉和子
- プロダクションスーパーバイザー：福島聡司
- ラインプロデューサー：宿崎恵造
- 助監督：神保英昭
- 製作担当：根津文紀
- 配給：東映
- 制作：C・A・L
- 製作：「女が眠る時」製作委員会（電通、東映、東映ビデオ、バンダイビジュアル、パルコ、エクセレントフィルムズ、エイベックス・ピクチャーズ、青山メインランド）